# محوطه سیوه شیخ چوپان
محوطه سیوه شیخ چوپان در شهرستان سقز، روستای شیخ چوپان واقع شده و این اثر در تاریخ ۱۰ دی ۱۳۸۱ با شمارهٔ ثبت ۶۸۵۸ به‌عنوان یکی از آثار ملی ایران به ثبت رسیده است.